# Robert E. M. Hedges
Robert Ernest Mortimer Hedges (* 1944) ist ein britischer Archäologe.
Hedges studierte und promovierte an der University of Cambridge und war ab 1994 Lecturer und später Professor für Archäologie an der University of Oxford, an der er Fellow des St Cross College ist.
2008 erhielt er die Royal Medal der Royal Society für Beiträge zur Technik der Radiokarbondatierung in der Archäologie mit Beschleuniger-Massenspektrometrie.  Als Archäologe forschte er u. a. zum frühen Getreideanbau im Nahen Osten.

## Schriften (Auswahl)
- Radiocarbon dating and archaeology. In: Nature. Band 293, Nummer 5291, 1981, S. 700–701, doi:10.1038/293700a0.
- mit Alexander Kaczmarczyk: Ancient Egyptian faience. An analytical survey of Egyptian faience from Predynastic to Roman times. Aris and Phillips, Warminster 1983, ISBN 0-85668-221-7.
- mit John A. J. Gowlett: Radiokohlenstoff-Datierung mit Beschleuniger-Massenspektrometrie. In: Spektrum der Wissenschaft. 1986, Heft 3, S. 110–116, 120–121.